# 柏拉圖系統

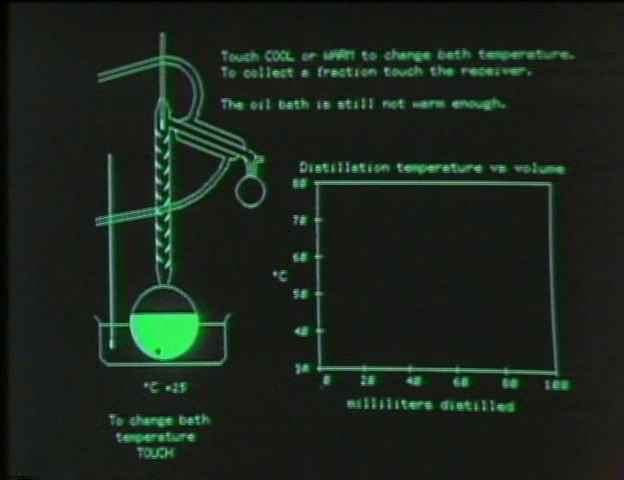
柏拉圖系統正在進行分餾模擬程式

柏拉圖系統（英語：PLATO），名稱來自於自動教學用程式控制邏輯（英語：Programmed Logic for Automated Teaching Operations）的縮寫，在1960年代，由伊利诺伊大学厄巴纳-香槟分校建立，於ILLIAC I上開發的電子教學系統。它是世界上第一個電腦輔助教學系統。柏拉圖計畫由控制資料公司提出與建造。這個系統以網路連結了十數台大型计算机，可支援上千台的圖形終端機。